# RIM-8 Talos
Pour les articles homonymes, voir Talos.
Le RIM-8 Talos est un ancien missile surface-air longue portée embarqué sur certains navires de l'US Navy. Il a été l'un des premiers missiles surface-air installés sur les navires de l'US Navy et le plus grand d'entre eux. Il a été conçu en partie à l'université Johns-Hopkins et par Bendix Corporation (en). Sa version opérationnelle était fabriquée par Bendix.
Pour se guider, le Talos utilisait d'abord un faisceau radar de circonscription d'orientation pour se rapprocher de sa cible, puis un radar semi-actif de tir (SARH) en fin de parcours. On reconnaissait le RIM-8 aux quatre antennes entourant le nez de l'engin : il s'agissait d'interféromètres récepteurs SARH qui fonctionnaient avec des ondes continues émises par le navire porteur. La poussée était fournie par une fusée d'appoint pour le lancement et un statoréacteur Bendix pour le vol vers la cible.
Talos est un géant de bronze de la mythologie grecque.

## Historique

### Développement

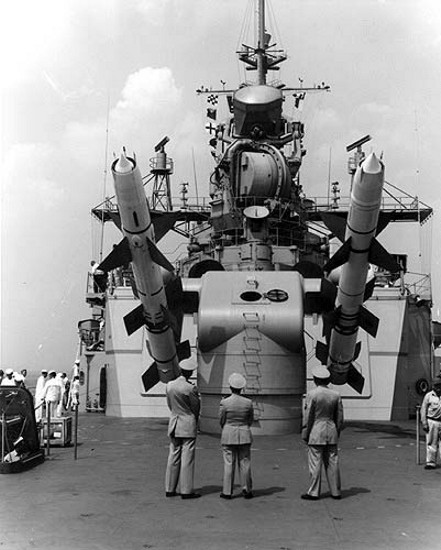
L'USS Long Beach en 1961. La présence des officiers devant le lanceur montre la grande taille des missiles.

Le RIM-8 Talos est un développement du projet Bumblebee (en) débuté en 1944, l'US Navy souhaitait mettre en service un missile surface-air capable de fournir une protection additionnelle de défense contre les menaces aériennes. Le développement initial a été effectué par le laboratoire de physique appliquée de l'université Johns-Hopkins. Le système de guidage fut testé avec le CTV-N-8 STV (un véhicule d'essai supersonique). Ces tests furent très prometteurs et le STV devint un missile à part entière : le SAM-N-7/RIM-2 Terrier, un missile surface-air moyenne portée. Le Talos était la partie la plus importante du programme Bumblebee, mais le RIM-2 Terrier a été le premier à entrer en service. Le dernier véhicule d'essais du programme fut le RTV-N-6 XPM (Experimental Prototype Missile) qui vola avec succès en 1951 et prit la désignation RTV-N-6A3.
C'est à ce moment que le Talos reçut sa dénomination SAM-N-6 par l'US Navy. Le premier prototype du Talos (XSAM-N-6) vola en octobre 1952. Au cours de la même année eut lieu la première interception réussie d'un véhicule d'essai RTV-N-6A4. Au cours du développement, les performances des missiles s'accrurent grandement, mais le RIM-8 Talos ne put entrer en service qu'en 1959, près de 10 ans après la date prévue. C'est à cette époque que la firme Bendix Corporation (en) devint maître d'œuvre de la production.

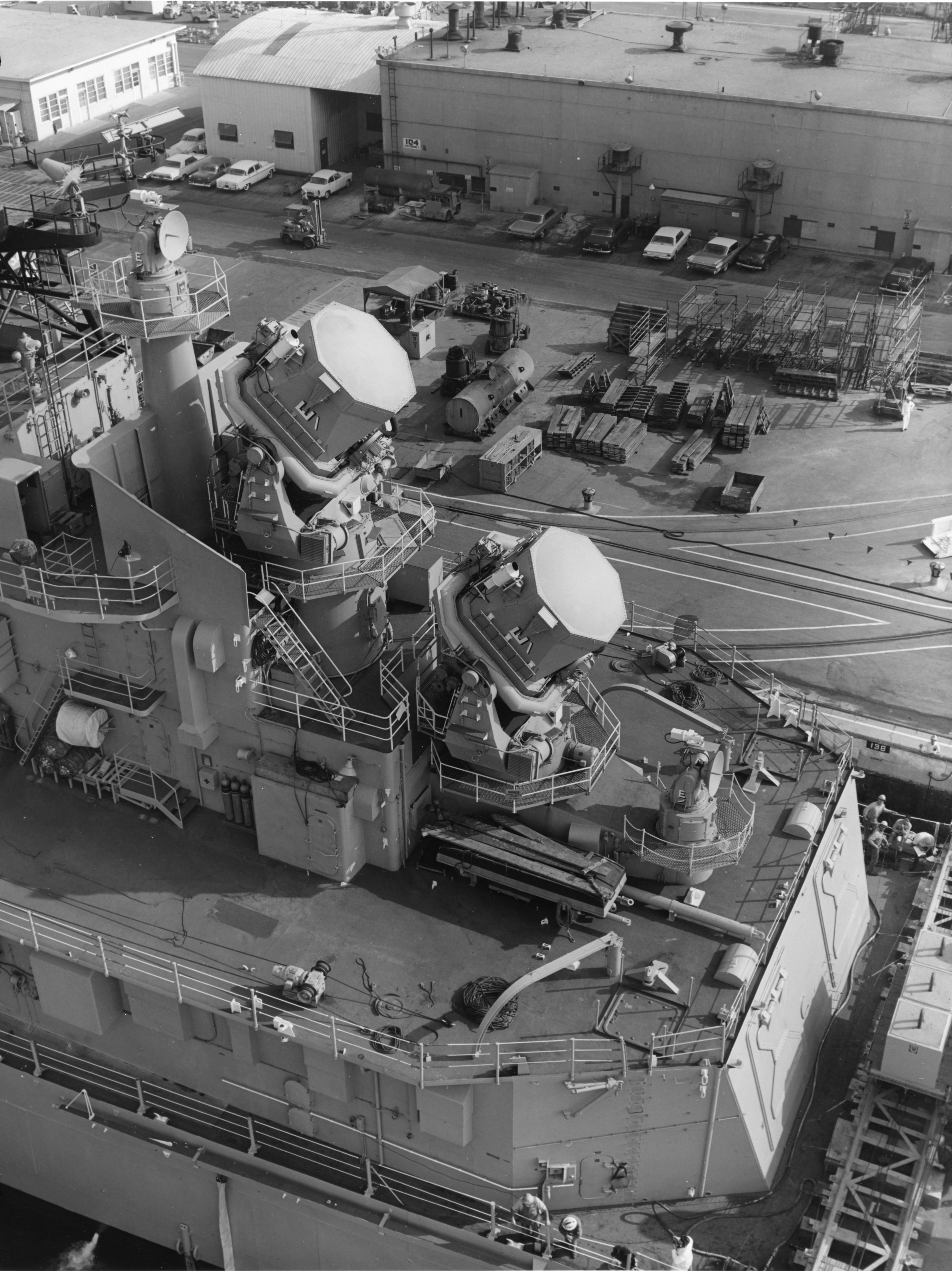
Radars de tir du système Talos embarqué sur le croiseur USS Oklahoma City (CLG-5). Les systèmes de désignation étaient capables d'engager la poursuite d'une cible à près de 200 km de distance. La taille de tels dispositifs imposaient qu'ils soient installés sur des navires de fort tonnage.

Le Talos a été initialement désigné SAM-N-6 et a été rebaptisé RIM-8 en 1963. Le RIM-8 Talos formait avec le RIM-2 Terrier, le RIM-50 Typhon et le RIM-24 Tartar la série d'armes T de l'US Navy qui permettait à cette dernière de couvrir toutes ses zones de combat antiaérien : longue, moyenne et courte portées, afin de protéger ses flottes et plus particulièrement ses porte-avions. En date de 2015, ces trois missiles ont été remplacés par la gamme étendue du RIM-66 Standard de la firme Raytheon.
Le Talos n'a pas connu une utilisation importante du fait de sa grande taille et de l'importance de son système de combat qui ne pouvait être intégré que sur des bâtiments de gros tonnage. Ainsi, le système Talos a été installé sur seulement sept navires soit un bâtiment pour chaque flotte de la marine américaine :
- trois croiseurs légers reconvertis de la classe Cleveland renommée classe Galveston (l’USS Oklahoma City, l’USS Galveston, et l’USS Little Rock);
- trois croiseurs lourds reconvertis de la classe Baltimore renommée classe Albany (l’USS Albany, l’USS Chicago et l’USS Columbus);
- le croiseur à propulsion nucléaire USS Long Beach (CGN-9)

Au fur et à mesure de son évolution, il a reçu diverses capacités :
- lutte anti-aéronef
- lutte antimissile
- lutte antinavire
- lutte contre les cibles au sol
- lutte antiradar

La version surface-air fut engagée au Viêt Nam. Le 23 mai 1968, un Talos tiré de l'USS Long Beach (CGN-9) abat un MiG nord-vietnamien à près de 105 km, ce qui fait le premier avion abattu par un missile depuis un navire, un second le sera en juin 1968 également à plus de 100 km soit deux victoires sur un total de sept tirs entre 1967 et 1968 par ce navire.
Un troisième MiG abattu sera revendiqué par le croiseur Chicago le 9 mai 1972 lors d'une mission de protection des avions minant le port d'Hải Phòng.
Des missiles furent également tirés contre des radars sur le territoire de la République démocratique du Viêt Nam à partir d'avril 1972, plusieurs ont fait long feu et le premier tir réussi a été effectué par le USS Oklahoma City (CLG-5) effectuant la première destruction d'une cible à terre par un missile tiré depuis un navire de guerre. Le Talos est la seule arme de la série T à avoir connu l'engagement au combat.
Plus de 2 400 missiles Talos furent construits, dont environ 1 350 sont tirés en exercices et au combat.

### Fin de vie
À partir de 1970, le Talos fut peu à peu retiré du service avec la rampe Mk 12 qui n'avait pas d'autre utilité. Les dernières unités équipées de Talos autres que de l'USS Long Beach prirent leur retraite en 1979. On remplaça le lanceur Talos de l’USS Long Beach par deux lanceurs quadruple de missiles antinavires Harpoon en 1978, lesquels seront également remplacés en 1985 par un Armored Box Launcher.
Les missiles restants dans l'inventaire de l'US Navy ont été convertis en cibles de haute technologie pour les missiles supersoniques sous le nom de MQM-8G Vandal. L'inventaire a été épuisé en 2005.
Dès 1970, le propulseur Mk 11 du Talos est utilisé comme premier étage pour une large gamme de fusées-sondes, rôle qu'il continue en 2015.
Le Talos aurait dû être remplacé par le SAM-N-8/RIM-50 Typhon LR, un autre projet d'arme de la famille T, mais ce dernier membre, bien qu'existant à l'état de prototype, ne fut jamais jugé viable du fait de sa grande complexité. Il aurait cependant pu intercepter une cible volant à Mach 3 à 370 km du navire de lancement. Le programme T fut abandonné définitivement. En date de 2015, le successeur du Talos est le RIM-67 Standard ER dont la gamme fait de ce missile le seul missile  surface-air antiaérien à la disposition de l'US Navy.

## Chronologie
| Date              | Inventaire dans la flotte                        | Navire        | Evénement                |
| ----------------- | ------------------------------------------------ | ------------- | ------------------------ |
| 28 mai 1958       | 1 lanceur Mk 7 et 2 radars AN/SPG-49             | Galveston     | En service comme CLG-3   |
| 3 juin 1960       | 2 lanceurs Mk 7 et 4 radars AN/SPG-49            | Little Rock   | En service comme CLG-4   |
| 7 septembre 1960  | 3 lanceurs Mk 7 et 6 radars AN/SPG-49            | Oklahoma City | En service comme CLG-5   |
| 9 septembre 1961  | 3 lanceurs Mk 7, 1 Mk 12 et 8 radars AN/SPG-49   | Long Beach    | En service comme CGN-9   |
| 3 novembre 1962   | 3 lanceurs Mk 7, 3 Mk 12 et radars 12 AN/SPG-49  | Albany        | En service comme CG-10   |
| 1er décembre 1962 | 3 lanceurs Mk 7, 5 Mk 12 et 16×AN/SPG-49 RADAR   | Columbus      | En service comme CG-12   |
| 2 mai 1964        | 3 lanceurs Mk 7, 7 Mk 12 et 20 radars AN/SPG-49  | Chicago       | En service comme CG-11   |
| 25 mai 1970       | 2 lanceurs Mk 7, 7 Mk 12 et 18 radars AN/SPG-49  | Galveston     | Retrait du service       |
| 31 janvier 1975   | 2 lanceurs Mk 7, 5 Mk 12 et 14 radars AN/SPG-49  | Columbus      | Retrait du service       |
| 22 novembre 1976  | 1 lanceur Mk 7, 5 Mk 12 et 12 radars AN/SPG-49   | Little Rock   | Retiré du service        |
| 1978              | 1 lanceur Mk 7, 4 Mk 12 et 10 radars AN/SPG-49   | Long Beach    | Retrait du système Talos |
| 1er novembre 1979 | 1 lanceur Mk 7, 4 Mk 12 et 10 radars AN/SPG-49   | Oklahoma City | Dernier Talos tiré       |
| 15 décembre 1979  | 4 lanceurs Mk 12 et 8 radars AN/SPG-49           | Oklahoma City | Retiré du service        |
| 1er mars 1980     | 2 lanceurs doubles Mk 12 avec 4 radars AN/SPG-49 | Chicago       | Retiré du service        |
| 29 août 1980      |                                                  | Albany        | Retiré du service        |

## Caractéristiques

### Le missile

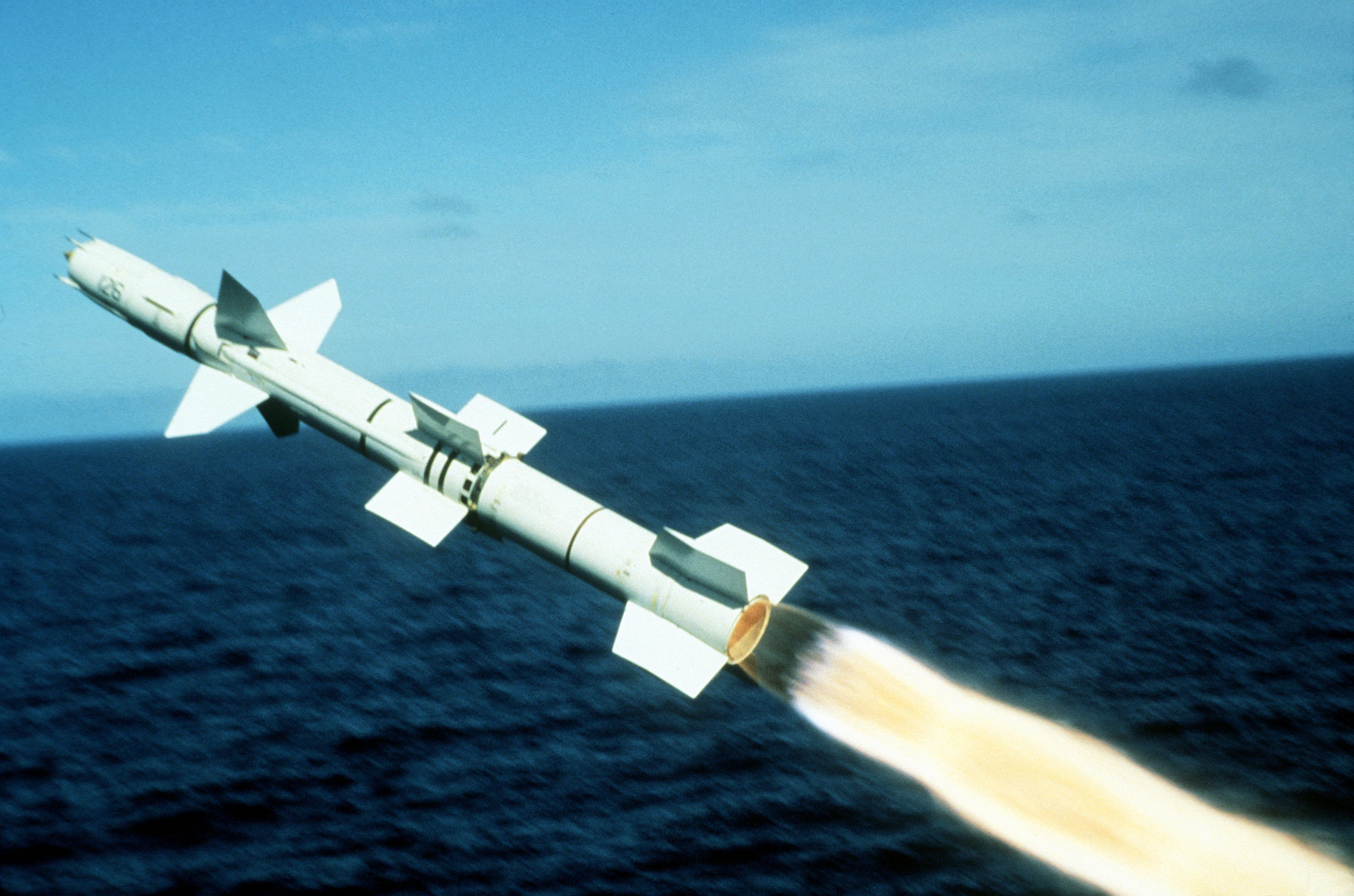
Le dernier missile Talos tiré en 1979, lancé par lOklahoma City, quelques secondes avant le largage du propulseur puis l'allumage statoréacteur du missile.

Le Talos était un missile à deux étages de propulsion. Il mesurait plus de 11,5 mètres pour une masse avoisinant les 3,5 tonnes.
Son booster propulsait le missile pendant trois secondes, celui-ci avait comme carburant du JP-5 puis le propulseur Hercules Mk 11 à carburant solide prenait le relais.
Le RIM-8 possédait trois groupements de quatre gouvernes (ou ailettes) assurant le contrôle de son vol jusqu'à sa cible. Le guidage était assuré par deux systèmes :
- par faisceau radar de circonscription d'orientation : le missile était « grossièrement » guidé vers sa cible par le radar de veille du navire lanceur.
- par radar semi-actif, les illuminateurs du navire prenaient le relais lorsque le missile se trouvait suffisamment proche de sa cible.

Le missile réceptionnait les données par radio dans un premier temps puis à l'aide de quatre antennes réceptrices situées sur le haut de l'engin. Ces antennes sont l'une des principales caractéristiques de reconnaissance de ce missile.
Le RIM-8 Talos était un missile d'interception lointaine, cela signifiait qu'il était censé intercepter tous les aéronefs faisant route vers la flotte qu'il devait protéger avant même que ces avions se trouvent en mesure de tirer. De ce fait, la portée efficace de ces engins propulsé par des moteurs Hercules Mk 11, qu'il s'agisse de la première version avec 96 km ou des dernières avec 185 km, était très importante pour l'époque et encore aujourd'hui il est peu de missiles surface-air qui possède une portée supérieure.
Le missile évoluait à Mach 2,5, ce qui lui permettait de franchir les 185 km que lui permettait son autonomie en trois minutes et 30 secondes.
La charge conventionnelle à fragmentation annulaire disposait d'un rayon mortel de 100 pieds (30 m).

### Le système de combat

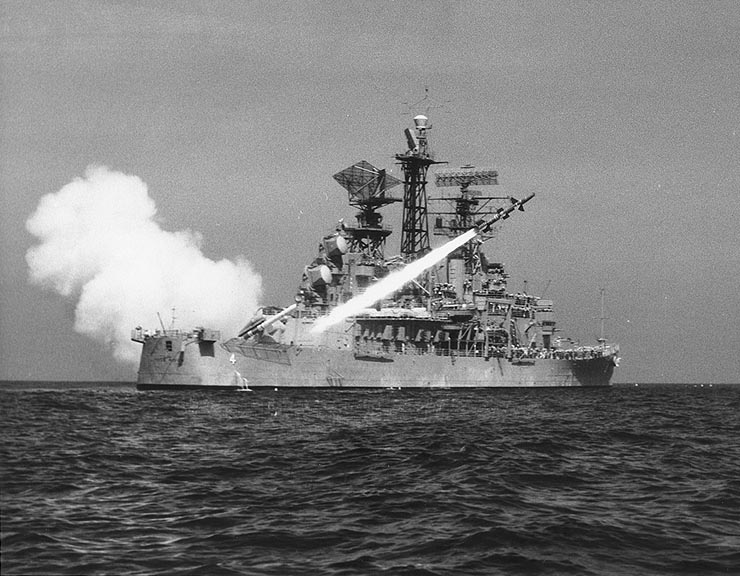
Tir de missile RIM-8 Talos depuis le croiseur USS Little Rock (CLG-4) ; noter la taille des radars de veille équipant le bâtiment.

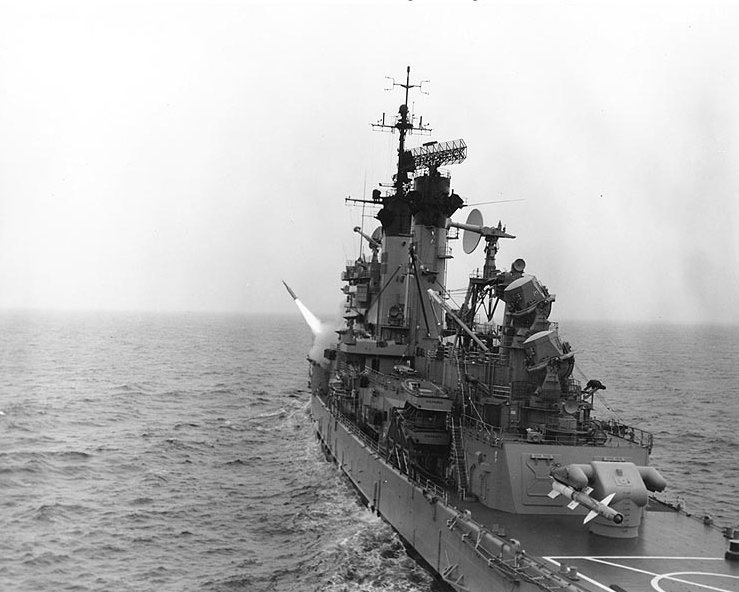
Tir de missile RIM-24 Tartar depuis le croiseur USS Columbus (CAG-12). Le missile est tiré depuis la rampe bâbord ; noter la rampe arrière du RIM-8 Talos et les systèmes radar.

Le système de combat Talos, à l'instar des autres systèmes d'armes T possède la composition suivante :
sur un bâtiment d'un tonnage supérieur à 6 000 tonnes :
- un radar de veille tridimensionnel surface/air AN/SPS-48
- un radar de recherche et d'acquisition AN/SPS-49
- des radars de poursuite AN/SPG-49 de contrôle du tir. Ils sont présents deux par deux pour chaque rampe double Mk12
- des rampes Mk 7 et Mk 12 permettant le tir simultané de deux RIM-8 Talos

Il était lancé depuis la rampe double Mk 7 par les croiseurs de la classe Galveston, ce système nécessitant 30 hommes d'équipage rajoutait plus 183,2 tonnes au-dessus du pont principal, les 46 missiles (16 prêts à l’emploi, 30 stockés) étant rangés en position verticale sur ce pont, les ogives étant à fond de cale 4 ponts en dessous.
La classe Baltimore et le Long Beach utilisent la rampe double Mk 12, qui était chargée par l'arrière à l'aide d'un barillet tournant, qui contenait 46 armes, installé au-dessous du pont principal. Le système de la Mk 12 pèse plus de 360 tonnes et nécessitait 33 hommes d'équipage.
Les croiseurs de la classe Baltimore possédaient deux de ces rampes avec une capacité de 104 de ces armes et 4 radars AN/SPG-49. Cet ensemble permettait le tir simultané de quatre missiles sur quatre cibles différentes.
Les trois croiseurs modifiés de la classe Cleveland, ne possédaient qu'une seule rampe double Mk 7. Leur système de tir avec deux radars de poursuite suivaient donc deux objectifs simultanément.
L'USS Long Beach était un bâtiment extraordinaire sous bien des aspects ; visuellement il s'agissait d'un bâtiment hors des normes habituelles avec son énorme passerelle NBC. Il disposait de deux rampes doubles de Terrier et d'une rampe double Mk 12 de Talos. Avant l’introduction des croiseurs de la classe Ticonderoga équipés de l'Aegis, ce croiseur fut l'unique bâtiment capable d'engager 6 cibles en même temps.
Les rampes Mk 7 et Mk 12 sont créditées d'un temps de rechargement de 57 secondes pour la première salve et de 46 secondes pour les suivantes. Le temps de vol du missile est le facteur limitant.

#### AN/SPS-48
Le AN/SPS-48 est un radar tridimensionnel de recherche fabriqué par ITT Corporation pour la marine américaine fonctionnant dans les bandes E et F. Il fut, pendant trente ans, un élément-clé de la flotte américaine et est toujours utilisé aujourd'hui sur certains de ses bâtiments tels que les porte-avions de la classe Nimitz et les bâtiments d'assaut amphibie des classes Tarawa et Wasp. Il a été remplacé par ce qui se fait aujourd'hui de mieux dans le domaine de la détection antiaérienne : le AN/SPY-1, le radar central du système Aegis.
L'AN/SPS-48 possède également d'importantes capacités de veille de surface. Aujourd'hui encore, il est capable de transmettre des informations sur les cibles des systèmes d'auto-défense tels que les Sea-Sparrow ou encore les cellules de missiles RIM-116.
Le SPS-48 possède une antenne mécaniquement mise en rotation effectuant un balayage tous azimuts, les poutres étant dirigées par déphasage électronique de voie, afin de couvrir l'altitude. L'antenne pèse 2,5 tonnes et est capable de tourner de 7,5 à 15 tr/min. avec 35 kW de puissance émettrice à sa disposition.
Selon ITT, le système a une portée supérieure à 220 milles nautiques et permet d'effectuer le suivi des objectifs jusqu'à 69 degrés en élévation et à une altitude de 33 km. Les radars SPS-48 sont capables d'empiler plusieurs faisceaux d'ondes dans un train d'impulsions à des fréquences différentes.
Versions
- AN/SPS-48B - Inconnu, un éventuel prototype non-existant de l'AN-48C
- AN/SPS-48C - Il dispose d'une détection automatique, une capacité de suivi ainsi que de l'indicateur Moving Target (MTI).
- AN/SPS-48D - version prototype du 48E, testé sur l'USS Mahan (DDG-42).
- AN/SPS-48E - Par rapport à la variante C, le SPS-48E possède une puissance rayonnée deux fois plus importante, une augmentation de le sensibilité de son récepteur et un émetteur amélioré. La moitié des composants du 48C a été construite pour rendre les tests de diagnostic plus facile.

#### AN/SPS-49
Le AN/SPS-49 est un radar de l'US Navy à deux dimensions de recherche et d'acquisition construit par Raytheon, qui est capable de fournir la distance et le vecteur vitesse de l'objectif : direction, sens et vitesse. Le radar est également utilisé par plusieurs autres pays, comme l'Australie, le Canada, l'Espagne et Taïwan à bord de frégates américaines de la classe Perry et des frégates de la classe Halifax canadiennes.
Testé pour la première fois en 1965 à bord de l'USS Gyatt (DD-712) et déployé en 1975, l'AN/SPS-49 sert radar primaire de recherche air à bord de nombreux navires du monde entier. Il joue également un rôle complémentaire de l'AN/SPY-1 à bord des croiseurs Aegis. Il s'agit d'un radar fonctionnant en bande L avec des fréquences situées entre 850 et 942 MHz. Il dispose d'une portée de 250 milles marins (460 km), une altitude de détection de 45,72 km. L'antenne est de type parabolique en forme d'écorces d'orange qui crée un étroit faisceau de 3,3 degrés. Ce faisceau étroit réduit la probabilité de détection ou de brouillage. L'antenne mesure 7,3 m x 4,3 m. Il est aussi capable de tourner à 6 tr/min. pour la chasse lointaine et à 12 tr/min. en mode à courte portée. Il s'agit d'un radar tous azimuts d'une précision de 0,03 nautique et de 0,5 degré en azimut.
Versions
- AN/SPS49(V)1 - Radar de base (Divers CVN, LHA, le LSD et autres navires)
- AN/SPS49(V)2 - radar modifié pour les frégates de la classe Perry
- AN/SPS49(V)3 - version 1 dotée d'un processeur vidéo radar (RVP) d'une interface (FC-1) (sur l'USS Long Beach (CGN-9))
- AN/SPS49(V)4 - version 1 dotée d'une nouvelle interface RVP (frégates de la classe Oliver Hazard Perry)
- AN/SPS49(V)5 - version 1 dotée d'un système de détection automatique de cibles (ATD) et mise à niveau des nouvelles menaces
- AN/SPS49(V)6 - version 3 avec un système doublé de câbles blindés et un système de refroidissement modifié (USS Ticonderoga (CG-47))
- AN/SPS49(V)7 - version 5 avec le système de refroidissement de la version 6 (système de combat Aegis)
- AN/SPS49(V)8 - version 5 améliorée de manière à inclure le système Tracker du système de combat Aegis
- AN/SPS49(V)9 - version 5 mise à niveau PRF (mise à jour des nouvelles menaces)

#### AN/SPG-49
Le AN/SPG-49 est un radar de poursuite et de conduite de tir, produit pour les États-Unis par la société Sperry Corporation.
Ce système vise principalement à la gestion du missile RIM-8 Talos, mais aussi au contrôle de tir des canons. Il a été développé à partir de 1947, pendant son développement, et le missile fut tout naturellement équipé pour réagir à ce radar de tir. La commande de tir s'effectue dans la gamme de fréquence de 5,4 à 5,9 GHz. Il s'agissait d'un radar de grande puissance. Ce système est très volumineux et lourd, ce qui, avec en plus une grande vulnérabilité vis-à-vis des intempéries, amène à un remplacement rapide par le AN/SPQ-5. Les derniers radars installés sur des bâtiments disparurent avec le Talos en 1979 lors de son retrait du service. Il possédait les caractéristiques suivantes :
Il travaillait en bande E, disposait d'un puissance de 1,75 mW et une portée maximale de 200 milles nautiques.
Il était capable d'engager un destroyer de 2 000 tonnes à 200 nautiques de distance, ou un bombardier à 85 nautiques, et un chasseur à 65 nautiques.

## Versions du missile
En 1963, toutes les variantes de Talos ont été rebaptisées dans la série RIM-8, comme suit pour les versions antérieures à la RIM-8 G :
| Nom initial    | Nom après 1963 |
| -------------- | -------------- |
| SAM-N-6b       | RIM-8 A        |
| SAM-N-6bW      | RIM-8 B        |
| SAM-N-6B1      | RIM-8 C        |
| SAM-N-6bW1     | RIM-8 D        |
| SAM-N-6C1      | RIM-8 E        |
| SAM-N-6B1 (CW) | RIM-8 F        |

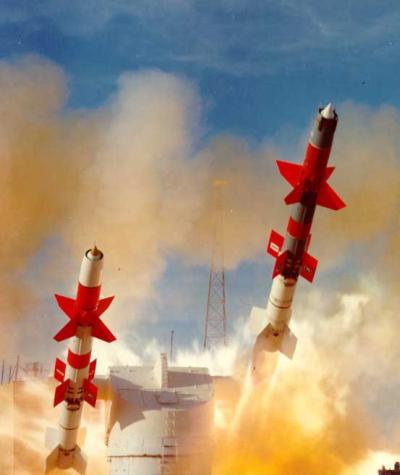
Départ simultané de deux Talos de versions différentes en 1959/1960. le Talos SAM-N-6b (RIM-8A) à droite dispose des antennes du guidage semi-actif contrairement au SAM-N-6bW (RIM-8B) à gauche.

- Le SAM-N-6b/RIM-8A était la version d'origine du Talos, il avait une portée d'environ 50 milles nautiques, et une ogive classique à fragmentation.

- Le SAM-N-6bW/RIM-8B avait une ogive nucléaire, Les états majors de l'URSS et des États-Unis avaient estimé que la manière la plus sûre d'abattre une escadrille de bombardiers était de n'utiliser qu'une seule arme nucléaire tactique. Le guidage terminal de cette version avait été jugé inutile compte tenu de la charge embarquée, de sorte que les antennes SARH n'avaient pas été installées.

- Le SAM-N-6b1/RIM-8C a été introduit en 1960. Il possédait une portée double par rapport à ses prédécesseurs et des ogives conventionnelles plus meurtrières.

- Le SAM-N-6b1W/RIM-8D était nucléaire et possédait la même tête que la version B avec la portée de la C.

- Le SAM-N-6c/RIM-8E Talos unifiée possédait la capacité d'intervertir les têtes nucléaires et les charges classiques : on éliminait ainsi la masse inutile importante des missiles spécialement conçus pour recevoir des têtes nucléaires. Le RIM-8E était également le fruit du programme d'amélioration continu de la Navy : il possédait un plafond bien plus élevé que ses prédécesseurs. Certains RIM-8Cs ont été rénovés avec les mêmes caractéristiques et furent désignés RIM-8F.

- Le RIM-8G avait entre autres bénéficié des améliorations des radars de tir embarqués sur les navires de la Navy ainsi que d'une amélioration de son faisceau d'orientation. Cette variante est devenue opérationnelle en 1966.

- Le RIM-8j est la dernière version surface-air de cette arme. Elle dispose d'un nouveau système SARH et est entrée en service en 1968. Au total, trois MiG abattus en Asie du Sud-Est ont été accrédités au Talos du Chicago et du Long Beach.

- Le RIM-8H-Talos ARM était consacré à la lutte anti-radar de tir de missiles. Ces missiles repéraient les signaux émis par les radars de tirs adverses et se verrouillaient dessus. Le Talos-ARM pouvait être muni de récepteurs pour diverses fréquences radar pour définir ses cibles de manière plus claire, et il employait également des ECCM afin d'éviter de se faire lui-même intercepter. Ils étaient aptes à frapper les équivalent russes de l'AWACS américain, mais également des navires et des cibles au sol. Les premiers essais du RIM-8H ont été réalisés en 1965. Rapidement, ce type de missile fut déployé au Viêt Nam sur les croiseurs USS Chicago, USS Oklahoma City, et USS Long Beach. Ils attaquaient des radars anti-aériens nord-vietnamiens et sont les premiers missiles à viser une cible sur la terre ferme depuis la mer.

Toutes les variantes du Talos disposaient de certaines capacités surface-sol. Il est cependant probable que les seules à avoir la capacité d'être efficaces dans ces circonstances étaient les versions nucléaires.

## Galerie

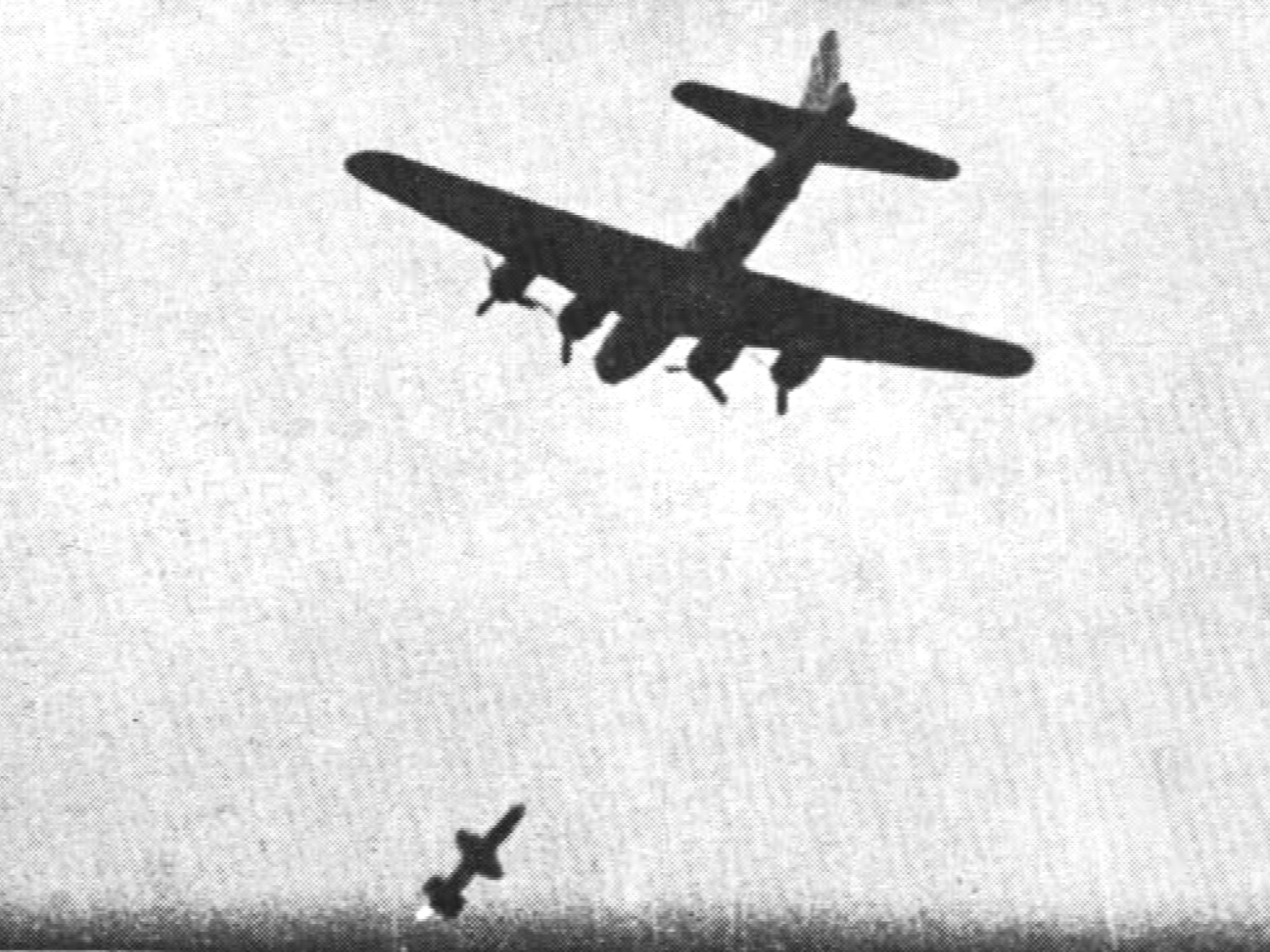
Talos avant son impact sur un avion-cible QB-17 en 1957.
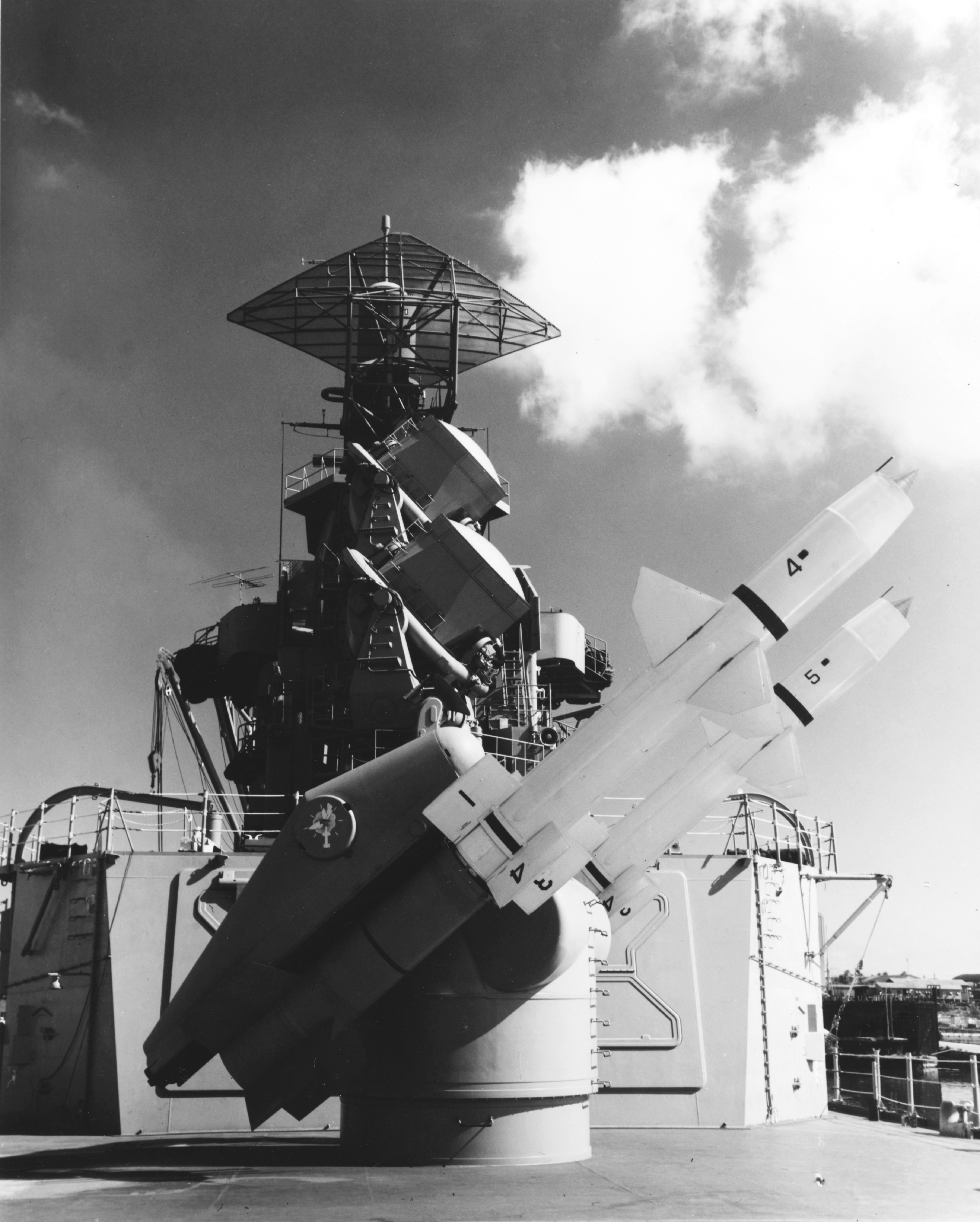
Missiles Talos sur l'USS Little Rock (CLG-4), November 1960.
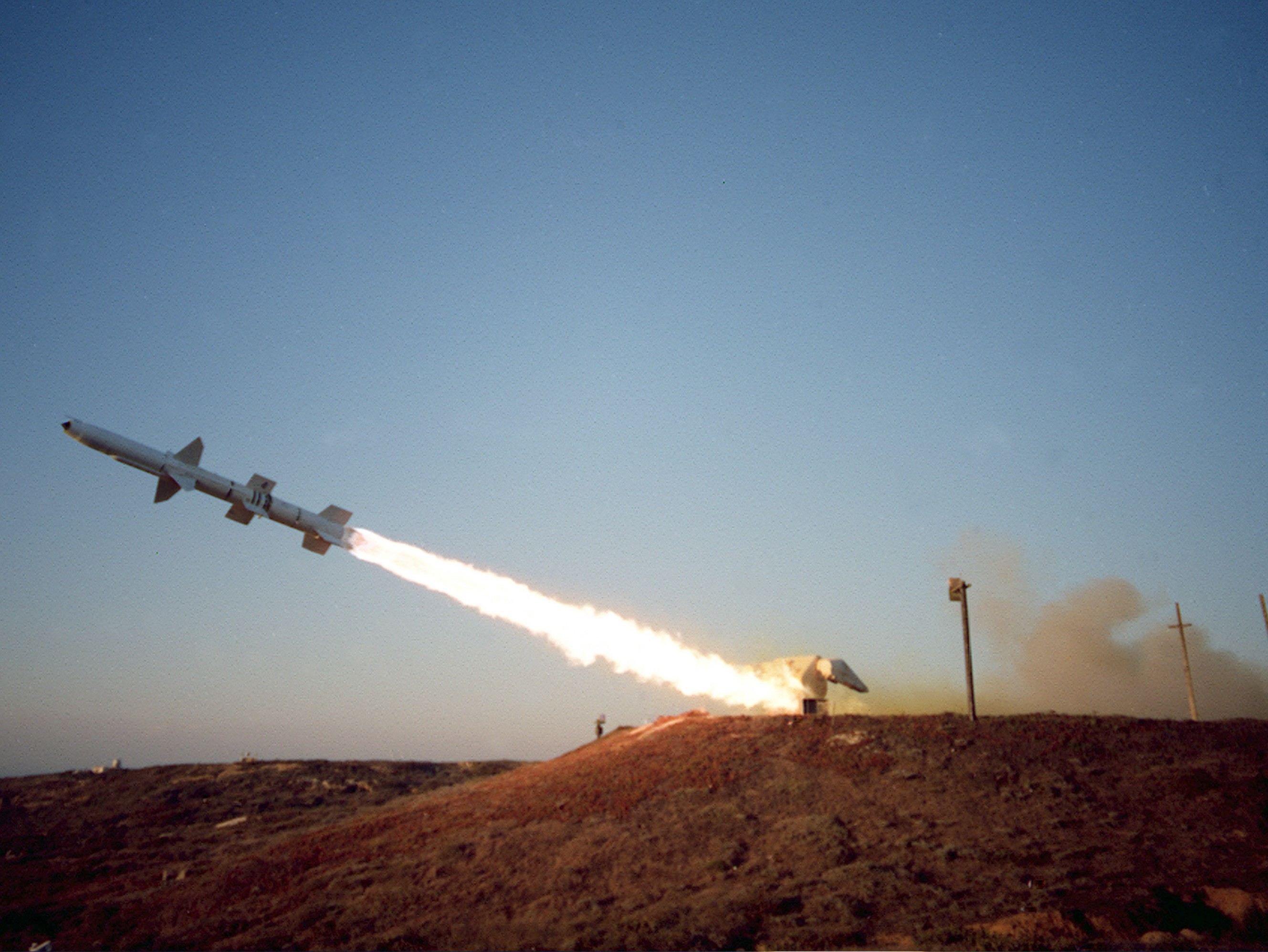
Tir de MQM-8G sur l'île San Nicolas, en 1999.
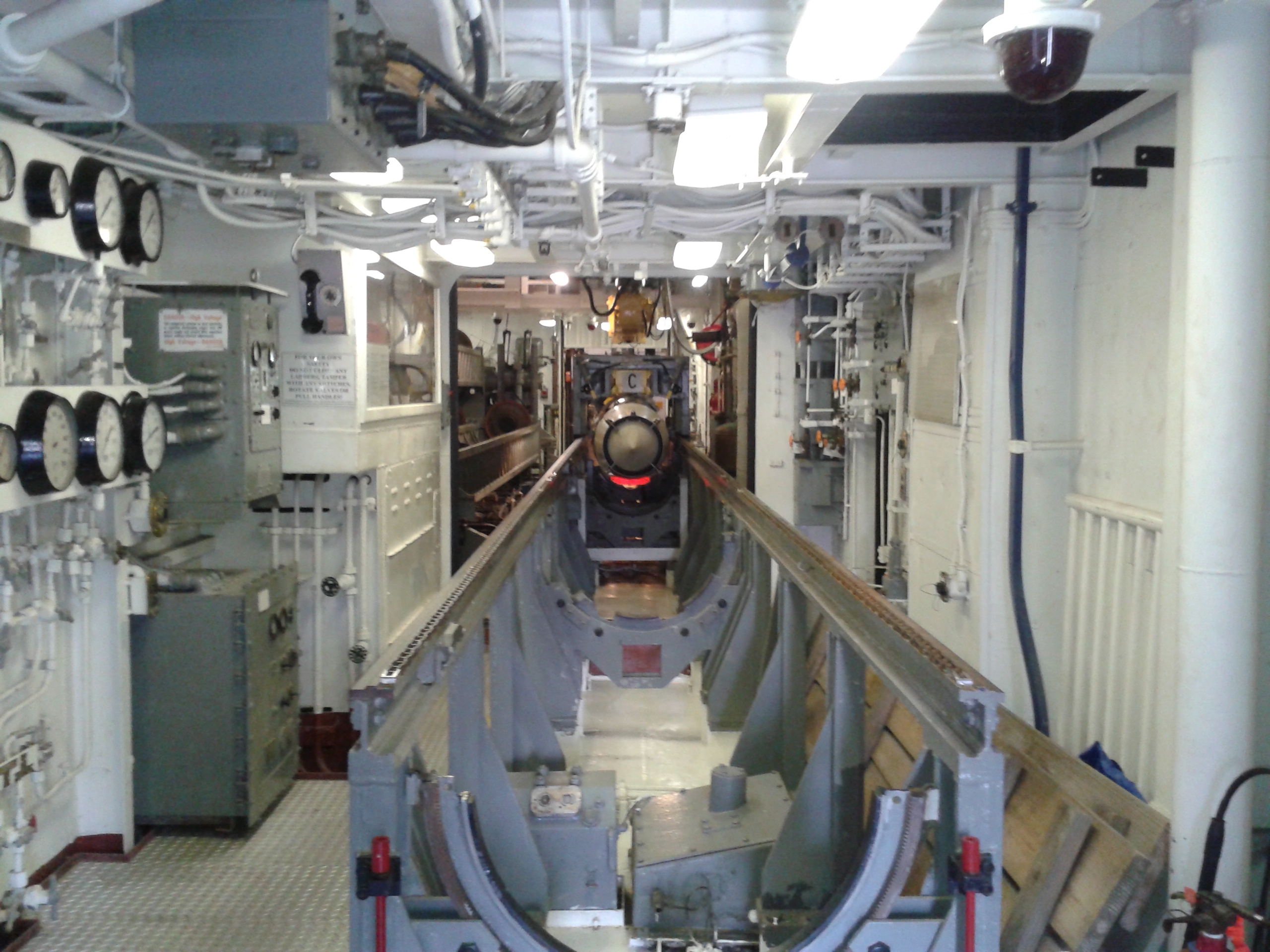
Convoyeur de chargement à bord de l'USS Little Rock (CLG-4).
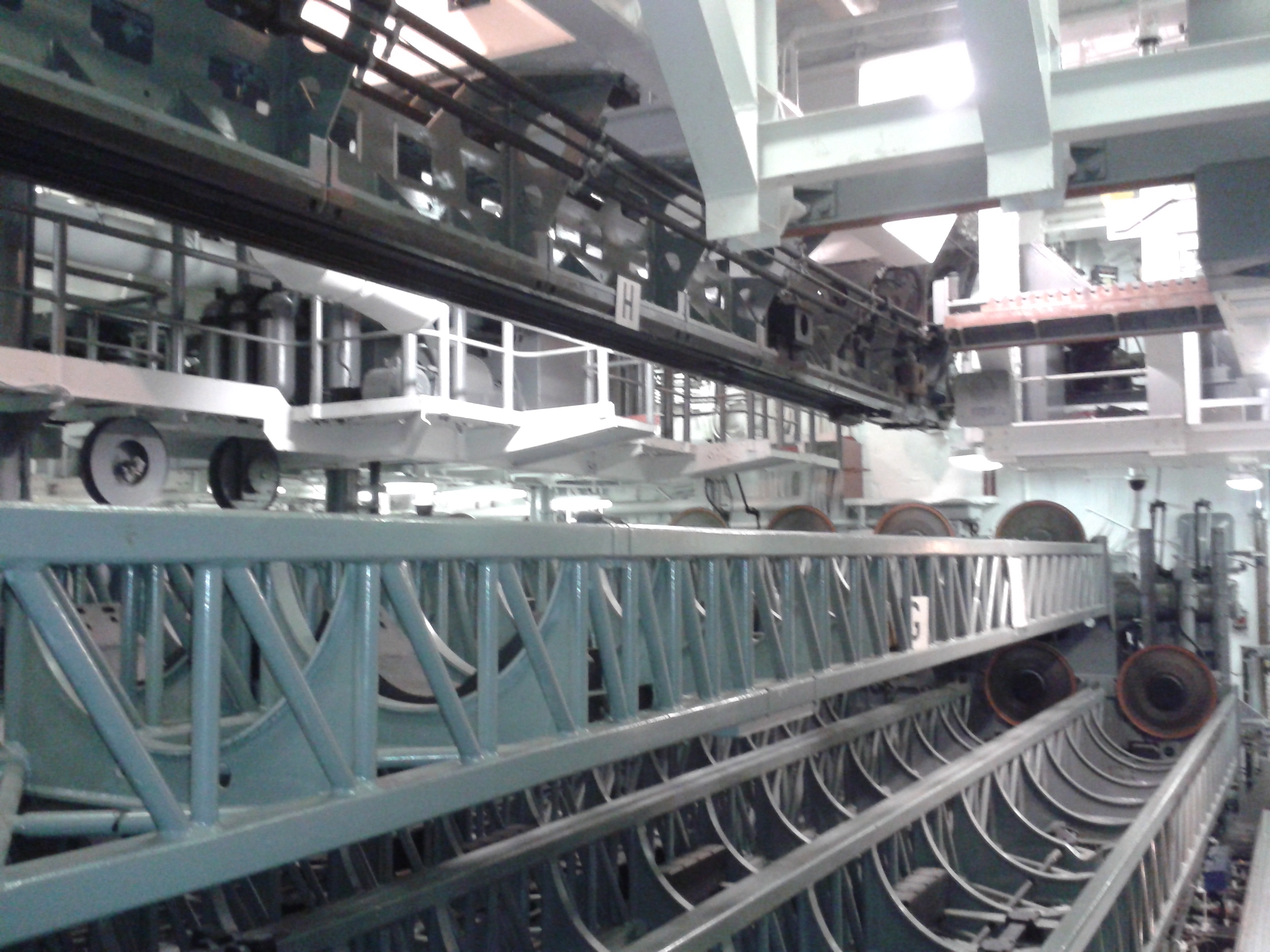
Rails de stockage des missiles sur l'USS Little Rock (CLG-4).